# Чехия (княжество)
Княжество Чехия (чеш. České knížectví), Ге́рцогство Боге́мия (нем. Herzogtum Böhmen, лат. Ducatus Bohemiæ) — западнославянское государство X—XII веков, располагавшееся на месте современной Чехии. Правящая династия — Пржемысловичи.

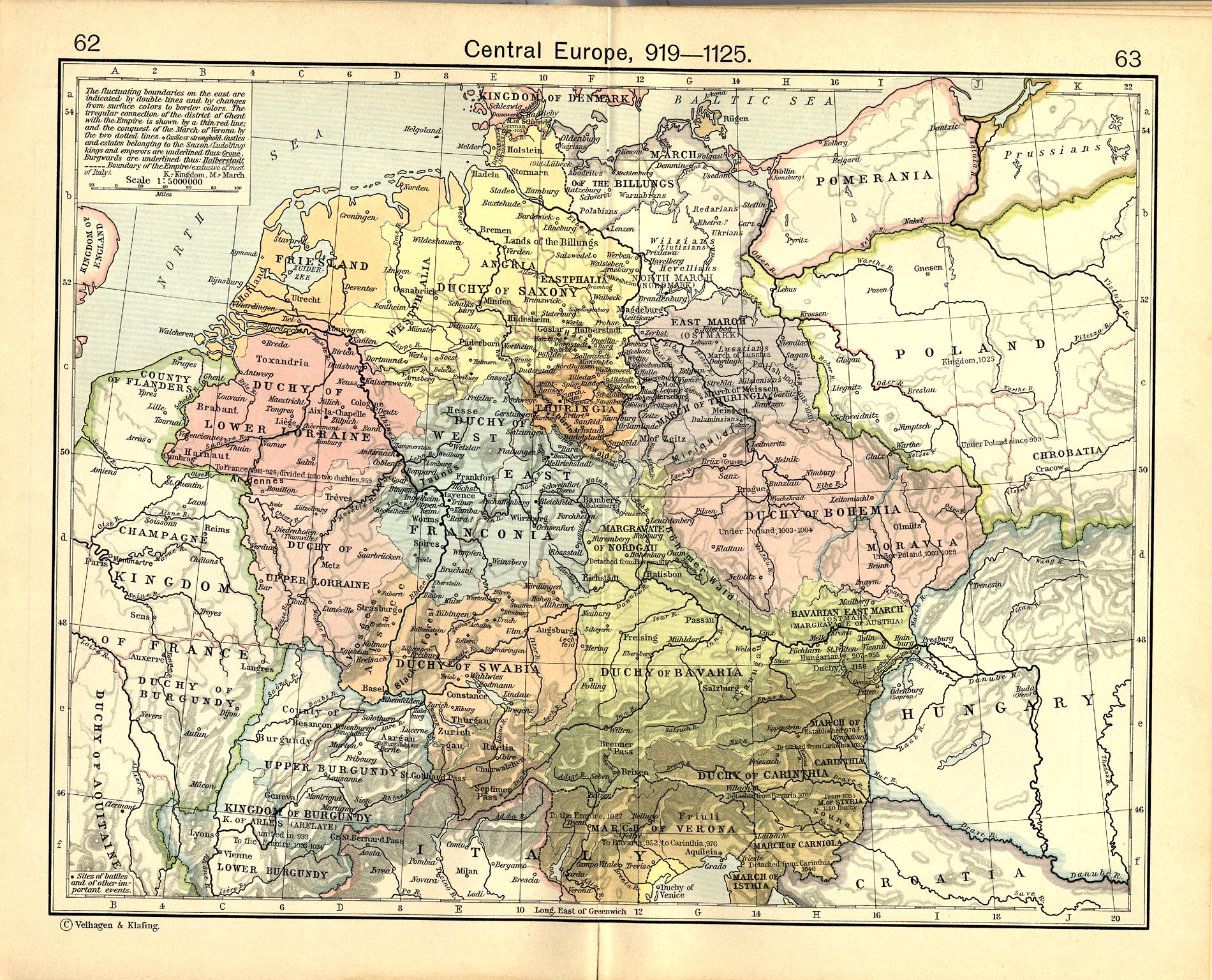
Центральная Европа в 919—1125 годах

## Чехи под властью Великой Моравии
Племя чехов, обитавших в центре страны, стремилось распространить свою власть на соседние племена. Главным их городом был Вышеград, затем Прага, княжий град, построенный вблизи земского Вышеграда.
Первый чешский летописец Козьма Пражский, написавший в начале XII века «Чешскую хронику», почерпнул свои скудные сведения об основании чешского государства из народных преданий. По его словам, первым князем чехов был Крок. Дочь и наследница его, Либуше, вышла замуж за Пржемысла, простого пахаря, уроженца села Стадицы, в земле племени лемузов. Имена потомков и преемников Пржемысла, первых Пржемысловичей, Козьма Пражский передает в такой последовательности: Незамысл, Мната, Войен, Внислав, Кржесомысл, Неклан, Гостивит и Борживой I, принявший христианство. Летописец добавляет к именам этих князей рассказ о борьбе чешского князя Неклана с Властиславом, князем племени лучан.
Карл Великий наложил на всю Чехию дань в размере 500 гривен серебра и 120 быков. Чешские славяне оказали сопротивление франкским войскам Карла Великого (805—806). Имперские притязания Карла Великого на подчинение Чехии унаследовало немецкое государство. Король Людовик Немецкий потерпел тяжкое поражение в Чехии (846), возвращаясь из Моравии, где он на место Моймира посадил князем Ростислава.
Крещение в Регенсбурге 14 князей лучанского и других западных чешских племен (845) не привело к основанию христианской церкви в Чехии. Возможно, эти первые князья-христиане были изгнаны из страны, когда в течение ряда лет чешские славяне вели совместно с моравским князем Ростиславом и его преемником Святополком борьбу против немецкого государства. Союз с моравскими князьями превратился в зависимость при Святополке, в пользу которого немецкий король Арнульф отказался (890) от притязаний на Чехию.

## Чешское княжество
В начале X века Великая Моравия была уничтожена мадьярами, но чешские князья, братья Спытигнев I и Вратислав I успешно отразили мадьярское нашествие и, пользуясь начавшимися в Германии смутами, прекратили платить дань германскому королю. Построив у границ своих владений новые крепости и уменьшив влияние других чешских князей, они укрепили власть Пржемысловичей как правителей Чехии.
Всё же, сын Вратислава, Вацлав, признал сюзереном германского короля Генриха I и стал распространять в стране христианство западного образца. Он был убит младшим братом Болеславом, который, сохранив формальную зависимость от Германии, присоединил к Чехии Моравию и Силезию.
В 999 году на чешский престол взошёл Болеслав III Рыжий. Он проявил себя настолько жестоким правителем, что чешская знать обратилась за помощью к правителю Польши Болеславу Храброму. Тот захватил Болеслава III и, выколов ему глаза, отправил в 1003 году в изгнание. Однако когда император Генрих II Святой потребовал от Болеслава Храброго принесения вассальной присяги (Чехия считалась леном Священной Римской империи), тот отказался, и Генрих II, заключив антипольский союз с лютичами, выдвинул свои войска в Чехию. В Праге и других городах вспыхнуло восстание. Поляки были вынуждены оставить Чехию в 1004 году. На чешском престоле был восстановлен представитель Пржемысловичей Яромир, брат Болеслава III Рыжего,  возобновивший вассальную присягу германскому императору. В 1005 Болеслав Храбрый признал независимость Чехии, однако Моравия осталась за Польшей.
Занявший трон в 1012 году Ольдржих отвоевал у Польши Моравию, а его сын Бржетислав I, княживший с 1034 года, вновь захватил Силезию. Более того, он попытался основать могущественную независимую западнославянскую империю, но эта попытка не имела успеха вследствие вмешательства папы Бенедикта IX и императора Генриха III, который, после неудачного похода (1040) и поражения при Домажлице, прошел в 1041 году до Праги и принудил чешского князя признать свою зависимость от империи.
В 1054 году Бржетислав I издал закон, по которому Чехия должна была оставаться впредь неделимым княжеством: старейший в роде должен вступать преемственно на престол, а прочие князья — быть наделяемыми уделами в Моравии (Lex Brzetislawii).

## Чехия — часть Священной Римской империи
Ставший князем Чехии в 1061 году Вратислав II стал активно вмешиваться во внутригерманские междоусобицы. Его поддержка императора Генриха IV в итоге принесла ему королевский титул. 15 июня 1086 года Вратислав II был коронован как чешский король в Праге трирским епископом Эдильбертом.
После смерти Вратислава в Чехии началась большая междоусобица, в результате в начале XII века императору Генриху V пришлось лично прибыть в Чехию для разбирательства и арестовать некоторых из претендентов на трон.
В 1125 году умер император Генрих V. Новым правителем Священной Римской империи был выбран герцог Саксонии Лотарь II. Попытка Лотаря вторгнуться в Чехию окончилась неудачей: его армия была разбита в битве при Хлумце, сам император с остатками армии был окружён и предпочёл заключить мир с князем Собеславом. По условиям мира Лотарь обязался не требовать у чешских князей больше, чем было договорено между императором Генрихом V и князем Владиславом I.
Во время правления Собеслава династия Пржемысловичей сильно разветвилась. Многочисленность князей приводила к тому, что они постоянно составляли заговоры против князя Чехии. Желая обеспечить наследование своим сыновьям, Собеслав решил попытаться изменить закон Бржетислава, заменив его принципом наследования по первородству. Для этого он в 1138 году собрал сейм в городе Садска, на котором предложил утвердить своим наследником старшего сына Владислава, которого он в 1137 году сделал князем Оломоуцким. Сейм пошёл навстречу Собеславу и утвердил Владислава его наследником, однако это решение вызвало недовольство других Пржемысловичей. И когда в 1139 году Собеслав во время охоты заболел и был отвезён в город Гостинне, знать тайно собралась в Вышеграде, где было решено не обращать внимание на решение сейма.
Правивший в 1140—1173 князь Владислав II (сын Владислава I) благодаря дружбе с Фридрихом Барбароссой, а также за обещание участвовать в его итальянских походах, 11 января 1158 года в Регенсбурге был коронован королевской короной, став вторым королём Чехии после своего деда Вратислава II. Однако титул Владиславу сделать наследственным не удалось.
После смерти Владислава II в Чехии четверть века шла междоусобная борьба, пока в 1197 году на престоле окончательно не утвердился Пржемысл Отакар I. Тем временем в Священной Римской империи после смерти императора Генриха VI началась борьба за императорскую корону между его братом Филиппом Швабским и Оттоном Брауншвейгским, что привело к падению политической силы её правителей. Многие имперские князья воспользовались данной ситуаций для того, чтобы упрочить свою власть. Пржемысл Отакар первоначально поддержал претензии на корону Филиппа Швабского, за что, по решению Филиппа, был 15 августа 1198 года в Майнце коронован как король Чехии. Согласно полученным привилегиям, король Филипп обязался за себя и своих преемников не вмешиваться в избрание новых королей Чехии, оставляя за правителями империи только право торжественного утверждения короля. Власть короля в Чехии становилась наследственной. Кроме того, за королём закреплялось также право светской инвеституры на назначение чешских епископов.
Позже, умело используя борьбу за титул императора Священной Римской империи между Вельфами и Гогенштауфенами, Пржемыслу Отакару удалось расширить свои привилегии. В 1211 году Пржемысл Отакар в числе нескольких имперских князей возглавил коалицию, которая восстала против императора Оттона IV Брауншвейгского, опираясь на авторитет папы и короля Франции Филиппа II Августа. В итоге королём Германии на собрании князей в Нюрнберге был выбран король Сицилии Фридрих II Гогенштауфен. В начале 1212 года он прибыл в империю, где количество его сторонников постепенно возрастало. Во время этого путешествия он стал вознаграждать наиболее преданных сторонников, в число которых вошли и Пржемысл Отакар со своим братом, маркграфом Моравии Владиславом Генрихом.
26 сентября 1212 года в Базеле Фридрих II выдал Пржемыслу Отакару I и Владиславу Генриху три документа, которые были скреплены золотой печатью короля Сицилии с изображением быка (лат. bula). Из-за этой печати эти документы вошли в историю как «Золотая сицилийская булла». С этого момента Чехия официально стала королевством.